# Жале (кладбище)
Центральное кладбище Жа́ле (словен. Centralno pokopališče Žale) — крупнейшее городское кладбище Любляны.
Расположено к северу от центра в городском районе Бежиград. Находится в ведении дочерней компании «Общественного холдинга Любляны» с муниципальным участием. Открыто в 1906 году. До 1946 года носило название кладбища святого Крижа, после чего получило современное наименование, которое восходит к древнеславянскому слову, обозначающему кладбище (словен.  grobišče, pokopališče).

## История
История создания кладбища в начале XX века была связана с нехваткой земли на городском кладбище святого Криштофа, захоронения на котором производились в течение 120 лет. В 1901 году власти поставили задачу немедленно начать поиск места для нового кладбища. Создание нового кладбища площадью 0,115 км² на территории Люблянского поля к северу от города началось в 1905 году под руководством архитектора Фердинанда Трумлера. В 1906 году начались первых захоронения при церкви святого Крижа. Во время Первой мировой войны здесь было похоронено около 6 тысяч погибших и умерших солдат, исповедовавших католицизм. С 1923 года на кладбище начались захоронения иудеев и мусульман. В 1927 году кладбище было расширено на 0,70 км² в северном направлении.
До Второй мировой войны на кладбище производились работы по проектам словенского архитектора Й. Плечника, среди которых — входной портал для прощания с умершими. В 1970-е и 1980-е годы кладбище продолжало расширяться. В начале XXI века большая часть кладбища была объявлена памятником культуры местного значения; часть кладбища, носящая название Плечниково Жале, — национального значения.
На 2004 год всего насчитывалось свыше 150 тысяч захоронений. Площадь кладбища в 2006 году составила 0,375 км². На кладбище покоится около двух тысяч выдающихся граждан Словении, включая одного из его создателей — Йоже Плечника.